# جو هیون (بازیگر)
جو هیون (انگلیسی: Joo Hyun؛ زادهٔ ۱ مارس ۱۹۴۳) بازیگر اهل کره جنوبی است. وی از سال ۱۹۶۰ میلادی تاکنون مشغول فعالیت بوده است.
از فیلم‌ها یا برنامه‌های تلویزیونی که وی در آن نقش داشته است می‌توان به دوستان عزیز من، دکتر رمانتیک و مادر من اشاره کرد.